# Daniel Jackson (Csillagkapu)
Daniel Jackson egy kitalált szereplő a Csillagkapu című kanadai-amerikai katonai sci-fi televíziós sorozatban, melyben katonai csapatok fedezik fel a galaxist egy idegen technológia segítségével, a csillagkapu-hálózaton keresztül. A karakter az 1994-ben készült Csillagkapu című filmben mutatkozott be főszereplőként, ott James Spader alakította, az ezt követő televíziós sorozatban pedig Michael Shanks. Daniel Jackson nem katonaként tart a csapatokkal, ő archeológus és nyelvész. Miután elrabolják feleségét, Sha're-t a sorozat Az Istenek gyermekei című bevezető részében, Jackson csatlakozik a CSK-1-hez hogy megtalálja őt.
Shanks elhagyta a sorozatot a 6. évadban, Corin Nemec karaktere, Jonas Quinn váltotta fel őt a csapatban. A 6-7. évad során visszatérő szereplő volt, majd a 7. évadban a producerek és Shanks új szerződést dolgoztak ki. A 7. évadban így Daniel Jackson visszatért mint főszereplő, Jonas pedig visszatérő karakterré vált ebben az évadban. Jackson szintén szereplője a Csillagkapu: Az igazság ládája és a Csillagkapu: Continuum című filmeknek is, valamint vendégszereplője volt a Csillagkapu: Atlantisz sorozatnak.

## Szerepe a Csillagkapuban
Daniel Jackson 1965. július 8-án született, Melburn és Claire Jackson egyetlen gyermekeként. Szülei régészek voltak, akik a Metropolitan Múzeumban vesztették életüket, amikor egy egyiptomi emlékmű elhelyezésének irányítása közben az építmény maga alá temette őket. Daniel egyetlen élő rokona anyai nagyapja volt, aki ismert régészként túl elfoglalt volt, hogy az árvát a szárnyai alá vegye, így Daniel nevelőotthonba került. Később Daniel rendszeresen látogatta nagyapját egy elmegyógyintézetben, mígnem egy komoly vitába keveredtek Daniel hanyatló karrierjével kapcsolatban és Daniel otthagyta őt. Daniel régész és nyelvész lett, aki több mint húsz nyelvet beszélt.

### A Csillagkapu filmben
Daniel Jackson első megjelenése a Csillagkapu című filmben egy egyetemi előadáson történik, ahol némi elfogadással találkozik azzal az elméletével kapcsolatban, hogy a Gízai piramisok sokkal régebbi eredetűek, mint azt addig gondolták. Egy idős asszony, Catherine Langford állást ajánl neki, hogy megfejtse egy Egyiptomban talált fedőkövön álló írásjeleket. Jackson az ősi Egyiptomi tudását használva működésbe hozza a Csillagkapu nevű eszközt.
Az első küldetés során Jackson az Abydos nevű bolygóra megy a Csillagkapun keresztül, ahol találkozik és beleszeret az abidoszi Shau'riba (a tv-sorozatban Sha're). Miután legyőzik Rét, a Goa'uld rendszerurat, felszabadítva ezzel az abidoszi népet, Daniel elhatározza, hogy nem tér vissza a Földre a csapattal, inkább az abidoszi kultúra és történelem tanulmányozásával tölti élete hátralévő részét. A csapat vezetője, Jack O’Neill ezredes feletteseit úgy tájékoztatta, Daniel meghalt a harcok során.

### A Csillagkapu-sorozatban
A Csillagkapu sorozat elején Daniel Jackson életét megváltoztatja, amikor feleségét és sógorát elrabolják és goa’uld gazdatestté változtatják. Daniel csatlakozik a CSK-1-hez, hogy visszaszerezze feleségét, Sha're-t. Danielnek sikerül újra együtt lennie vele a 2. évad Szigorúan titkos című részében, ám ekkor Sha're agyát és testét egy Amonet nevű goa'uld birtokolja. Felesége csak rövid időre tudja ideiglenesen irányítani saját testét, mialatt Shifu-val, a Harcesis fiúval terhes. Nem sokkal azután, hogy a 3. évadban, az Egy örökké tartó nap című részben Teal’c megöli Sha're-t, Sha're információkat juttat el Danielnek, hogy hol találhatja gyermekét, megerősíti iránta érzett szerelmét, és kéri, hogy bocsásson meg Teal'cnek. Daniel ezek után is a csapat tagja marad, és később megmenti Skaara-t a goa'uld Kloreltől ugyanezen évad Színlelés című részében. Az évad végén az Anyai ösztönben sikerül megtalálnia a Harcesist egy másik bolygón, és Oma Desala fegyülete alatt hagyja őt, aki hatalmas erő és bölcsesség tulajdonosa. A CSK-1 a 4. évadban találkozik ismét a már felnőtt Shifuval (Teljhatalom). 
Az 5. évad utolsó előtti részében (Meridián) Danielt halálos mennyiségű radioaktív sugárzás érzi a Kelowna nevű bolygón, miközben egy naquadriah reaktort próbált rendbehozni. Oma Desala vezette Danielt, hogy felemelkedhessen a létezés egy magasabb síkjára. Ezután a 6. évadban Jonas Quinn, a kelownai tudós vette át Jackson helyét a CSK-1-ben, bár a csapat többi tagja nehezen fogadta el Daniel hiányát. A felemelkedett Daniel néhányszor meglátogatta O'Neillt és Teal'cet krízishelyzetekben, de a felemelkedett lények szabályai tiltották, hogy beavatkozzon. Az évad záró részében (A kör bezárul) Daniel próbált segíteni a CSK-1-nek Anubis terveinek meghiúsításában, mielőtt azonban tehetett volna valamit, letaszították. Oma azonban segített annyiban, hogy Abydos egész népességét felemelte, mielőtt Anubis elpusztította volna a bolygót.
A 7. évad nyitó epizódjában (A bukott angyal) a Vis Uban nevű bolygón találtak rá Danielre meztelenül és emlékezetének elvesztésével. Egy epizóddal később pedig újra csatlakozott a CSK-1-hez, Jonas ekkor visszatért saját népéhez. Ezután az évad nagy részét azzal töltötte, hogy próbált hozzáférni felemelkedett időszakának emlékeihez, hogy megtalálja az Ősök elveszett városát. Így találták meg az Ősök antarktiszi bázisát az évad utolsó részében, Az elveszett város című részben, mely hozzájárult a Csillagkapu: Atlantisz sorozat létrejöttéhez. A 8. évad A megszabadított Prométheusz című részében Daniel találkozik Vala Mal Dorannal, aki vele együtt megkaparintotta a Prométheuszt. Bár Danielnek sikerült kikerülnie Vala szexuális támadásait és meghiúsítania terveit, a nő végül megszökött. A 8. évad Leszámolás című részében RepliCarter keze által ismét meghalt, Oma pedig újra a felemelkedéshez segítette őt a következő, az Elvarratlan szálak című részben. Danielt az epizód végén ismét a Földre taszították meztelenül, ám ezúttal teljes emlékezete megmaradt a korábban történtekről. A 9. évad nyitó epizódjában (Avalon) Vala felkeresi Danielt a Csillagkapu Parancsnokságon és megakadályozza, hogy Atlantiszra menjen. Az Ősök egy kommunikációs berendezése transzportálja agyukat egy távoli galaxisban lévő faluba, ahol kapcsolatba kerülnek az Ori-jal. Sikerült mindkettőjüknek biztonságban visszatérni a Földre, de akaratlanul is már a Tejútra irányították az Ori figyelmét. Miután Valát véletlenül az Ori galaxisba transzportálják a Hídfőállás című részben, Daniel egy Ori űrhajón találkozott vele újra a 10. évad Hús és vér című részében. Sikeres szökésük után Daniel felszólal a mellett, hogy Vala a CSKP-hoz csatlakozhasson. A küldetés című részben Merlin, az Ős tudásával Daniel megépítette Sangraal-t. Vala gyorsan felnőtté vált lánya elkapta Danielt és Ori pappá változtatta A lepel című epizódban, hogy a Földet is az Eredet útjára terelje, de az epizód végére Daniel újra önmaga lett. A Vég nélkül című sorozatzáró részben a CSK-1 egy időtorzító mező fogságába került az Odüsszeia földi űrhajó fedélzetén, Vala és Daniel románca megvalósult. Ötven év után sikerült az időtorzító mezőt megsemmisíteni, de mielőtt az összes az idő fogságában töltött emléküket elveszítették volna, Daniel és Vala bevallották egymás iránti érzelmeiket.

### Megjelenései a Csillagkapu: Atlantiszban
Jackson megjelent a Csillagkapu: Atlantisz bevezető epizódjában, a Felemelkedésben, ahol Rodney McKay és Elizabeth Weir munkáját támogatta az antarktiszi bázison, amit a Csillagkapu sorozat 7. évadjának végén Az elveszett város című részben fedeztek fel. Segített nekik meggyőzni Jack O’Neillt, hogy zöld utat adjon az atlantiszi expedíciónak. Ezen kívül szerepelt az 5. évad Első találkozás és Az elveszett törzs című részeiben, amikor Atlantiszra látogatott, hogy az Ős tudóst, Janust tanulmányozza. Ekkor őt és Dr. McKay-t elrabolta az asgardok egy renegát csoportja, akik tőlük várták, hogy aktiválják Janus Attero nevű eszközét, amely megszüntetné a Lidérc fenyegetést a galaxisban.

### Kapcsolatai
Daniel Jackson a legelső küldetés után, ami Abydosra ment, feleségül veszi Sha'ret és vele is marad a bolygón egy évig, amikor Amonet gazdatesének szánva elrabolják őt Az Istenek gyermekei című részben. Daniel Sha're az Egy örökké tartó nap című részben bekövetkezett haláláig hű volt hozzá. Daniel "megszerzett" egy fiatal nőt A sötétség határán című részben, amikor egy betegség hatására primitív ősemberi állapotba fejlődik vissza. A Hathor című részben szexuális támadás éri a goa’uld Hathor részéről, aki többek között a termékenység istennője, majd a 2. évad Szarkofág című részében elkábítja és bezárja a bolygó uralkodójának lánya, Shyla, hogy Daniel a házastársa legyen.
Sha're halála után Daniel rövid ideig vonzódott Ke'ra iránt, akiről kiderült, hogy ő Linea, a Világok Gyilkosa, akivel korábban már találkozott a CSK-1 (Múlt és jelen). Ezen kívül többször összeakadt főiskolás kori barátnőjével, Sarah Gardnerrel, aki később a goa'uld Osiris lett, az Ikon című részben Ledaval találkozott, aki mélyebb érzéseket táplált Daniel iránt, bár a körülmények miatt semmi nem alakulhatott ki köztük, és szeretem-nemszeretem kapcsolat alakult ki közte és Vala Mal Doran között a 8. évadtól kezdődően. Vala lánya, Adria (Orici) szintén vonzódott Daniel iránt, mikor az Eredet útjára akarta őt vezetni a 10. évadban.

### Halálai
A sorozat stábja és írói rendszeresen tréfálkoztak Daniel gyakori halálain. A 7 évadban a Hősökben az egyik CSK csapat ősi romokat vizsgált és az egyik tudós megjegyezte: „Dr. Jackson behal, ha meglátja ezt!”, mire egy másik csapattag azt feleli: „Mi?! Már megint?” Szintén vontak párhuzamot Daniel és Kenny (South Park) között.
Daniel első halálát egy goa'uld botfegyver okozta, miközben a CSK-1 megpróbálta elfogni Apofiszt, ám a noxok ekkor felélesztették. Daniel második halálát szintén egy botfegyver okozta, miközben O'Neillt védte meg, ekkor Rá szarkofágja adta vissza életét a Csillagkapu filmben. Az 5. évad Meridián című részében halálos dózis radioaktív sugárzás miatt halt meg, majd felemelkedett a létezés egy magasabb síkjára a 7. évadig. A Leszámolásban RepliCarter keze által halt meg és a felemelkedett lét és halandóság között félúton reked, amíg a 8. évad Elvarratlan szálak című epizódban letaszítják a Földre. Teal'c többször is megöli Jacksont egy virtuális valóságban (Avatár). Társaival együtt is több alkalommal meghalt Daniel, először a A Nox című részben, ahol a Noxok támasztották fel őket, majd egy alternatív jövőben (2010), később a 4. évad Kettős kockázat című epizódjában robot másaik haltak meg, egy goa'uldok által uralt alternatív jövőben Teal'c lőtte le Danielt, míg ugyanebben az epizódban egy másik idővonalban az egész CSK-1 meghalt, kivéve Danielt (Moebius). A Csillagkapu: Continuum című Csillagkapu filmben szintén az egész CSK-1 halt meg Cameron Mitchell kivételével egy Ba’al által létrehozott alternatív idővonalban.

## A forgatásról
James Spader elsőre szörnyűnek találta a Csillagkapu film forgatókönyvét, ezért kíváncsivá tette. Csak egy megszokott munkaként fogadta el a szerepet, amivel némi pénzt kereshet.
Michael Shanksre azért esett a választás, mert Brad Wright szerint tökéletes másolata volt James Spadernek. A Showtime bejelentése, hogy nem folytatják a Csillagkaput az 5. évad után egybeesett Shanks döntésével, miszerint elhagyja a produkciót kevés szerepe miatt. A rajongók nagy tömegű levélírásba kezdtek, hogy megmentsék a sorozatot és a karaktert, de a SyFy (volt Sci Fi Channel) úgy döntött, folytatják tovább, és Jackson helyén új szereplővel töltik ki. A szereplőválogatók véletlenül találkoztak össze Corin Nemeccel a Metro-Goldwyn-Mayer Santa Monica-i irodáinál, és felajánlották neki Jonas Quinn szerepét az 5. évad Meridián című részétől kezdődően.
A színésznő, aki a sorozatban Sha're-t alakította, a valóságban éppen Michael Shanks első gyermekével, Tatianaval volt állapotos a 2. évad során.
A Nemezis című részben Daniel távozik, miközben a csapat többi tagja az asgardoknak segít egy új fenyegetés legyőzésében. Az eredeti tervek szerint velük ment volna, ám a kanadai Hálaadás ünnepe után Shanks vakbele perforálódott és vakbélműtétjét belevették a forgatókönyvbe, hogy Daniel minimális jelenlétét megmagyarázzák.

## Fogadtatás
Daniel Jackson alakításáért Michael Shanks 2000-ben jelölést kapott a Leo-díjra a Legjobb férfi előadás drámai sorozatban kategóriában az Egy örökké tartó nap című rész miatt. 2004-ben ugyanebben a kategóriában meg is nyerte a Leo-díjat a Mentőcsónak című részben nyújtott alakításáért, majd 2005-ben ismét jelölték rá az Elvarratlan szálak című részért. 2001-ben, 2004-ben és 2005-ben jelölték Szaturnusz-díjra a Legjobb televíziós mellékszereplő kategóriában.

## Külső hivatkozások
- Daniel Jackson a Stargate Wiki-n
- Daniel Jackson a syfy.com-on